# Generacja komputera
Generacje komputerów – umowny podział komputerów cyfrowych, zależnie od zastosowanej technologii.
- 0 generacja – budowane na przekaźnikach[1], np. Z3
- 1 generacja – budowane na lampach elektronowych, np. XYZ[2]
- 2 generacja – budowane na tranzystorach, np. ZAM 41[3]
- 3 generacja – budowane na układach scalonych małej skali integracji[4], zwykle w technologii TTL, np. Odra 1305[5]
- 4 generacja – budowane na układach scalonych średniej i dużej skali integracji[6], mikroprocesorach, np. komputer osobisty (PC)
- 5 generacja – projekty o niekonwencjonalnych rozwiązaniach, np. komputer optyczny, komputer kwantowy.

Zerowa i piąta generacja nie są przez wszystkich uznawane.